# Never Can Say Goodbye (singolo Gloria Gaynor)
Never Can Say Goodbye è un singolo di Gloria Gaynor del 1974, cover dell'omonimo brano dei Jackson 5.

## Composizione
A Gloria Gaynor a fu fornito un arrangiamento disco più consono al suo stile. Anche in questa occasione il singolo ebbe un notevole successo, riuscendo a raggiungere la quarta posizione della classifica di Billboard e la sesta posizione nei Paesi Bassi.

## Accoglienza
La versione del brano della Gaynor ebbe inoltre l'onore di essere il primo brano a conquistare il primo posto nella classifica disco di Billboard, nata proprio in quel periodo. Il brano diede anche il nome all'album della Gaynor.

### Tracce
Lato A
1. Never Can Say Goodbye - 3:00

Lato B
1. We Just Can't Make It - 3:15